# Parzynów
Parzynów (deutsch Parzynow, 1939–1945 Streuhofen) ist ein Ort in der Landgemeinde Kobyla Góra im Powiat Ostrzeszowski der Woiwodschaft Großpolen in Polen.

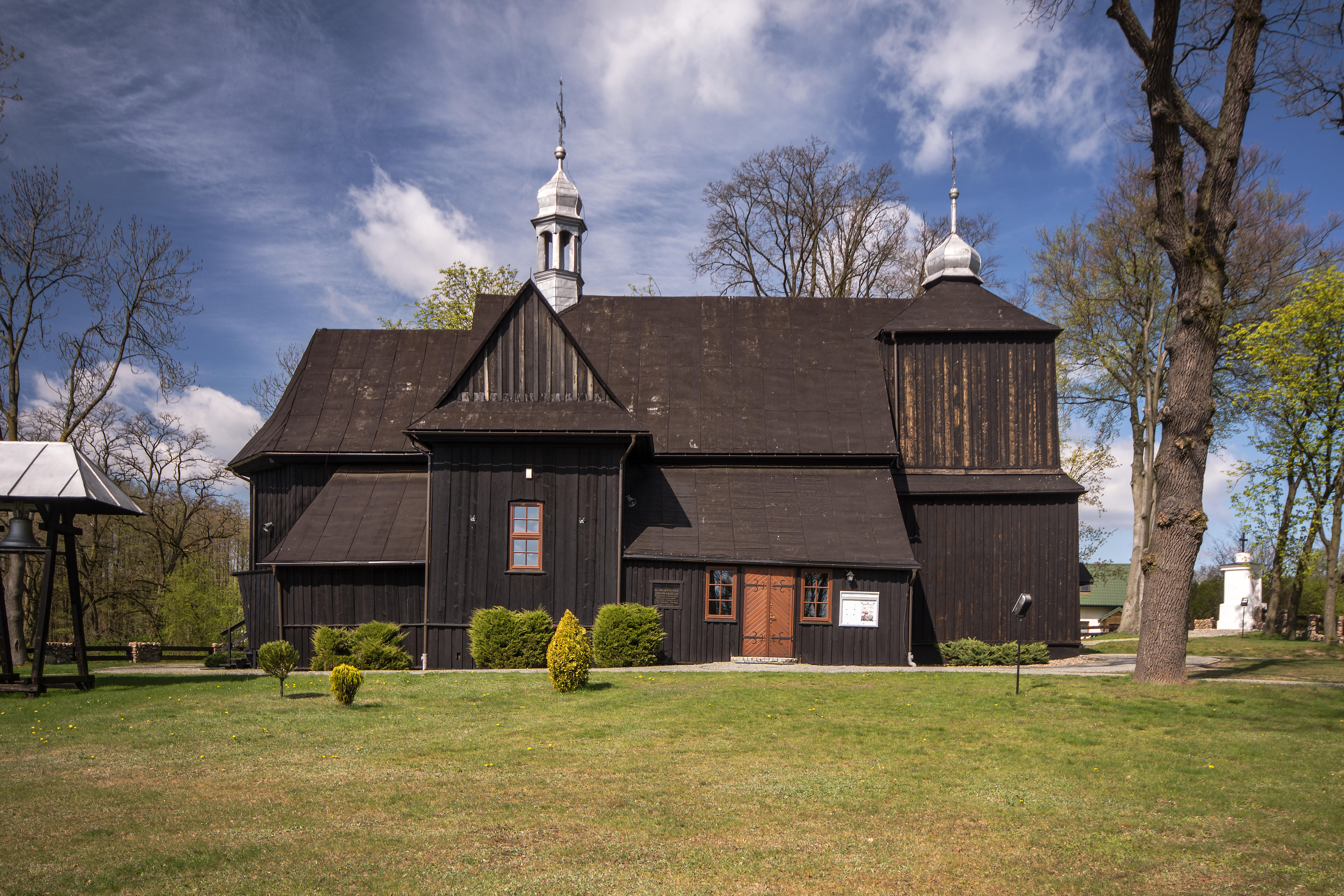
Holzkirche

## Geschichte
Das Gebiet um Ostrzeszów und Kępno gehörte politisch zu Schlesien, wurde aber vermutlich um das Jahr 1146 zum Teil Großpolens. Aus dieser Zeit rührte die bis 1821 bestehende Zugehörigkeit zum Bistum Breslau.
„Parsnowo“ wurde im Jahr 1266 erstmals urkundlich erwähnt. Damals zahlte es den Zehnt an den Bischof von Breslau. Um 1305 wurde es im Liber fundationis episcopatus Vratislaviensis als Parsnowo aufgelistet.
1401 wurde das Gebiet von Ostrzeszów vom polnischen König dauerhaft an das Weluner Land angeschlossen. Ungefähr ab dem Jahr 1420 gehörte es der Woiwodschaft Sieradz. In der Zeit der Reformation war die Kirche in kalvinistischen Händen.
Im Jahr 1752 erhielt der Ort vom König August III. Marktrecht, er entwickelte sich jedoch nicht zu einer Stadt.
Im Zuge der Zweiten Polnischen Teilung kam der Ort 1793 an Preußen und gehörte dort zum Kreis Ostrzeszow bzw. Schildberg. Nach dem Ende des Ersten Weltkriegs kam Parzynów zu Polen, Woiwodschaft Posen. Beim Überfall auf Polen 1939 wurde das Gebiet von den Deutschen besetzt und dem Landkreis Kempen im Reichsgau Wartheland zugeordnet.
Von 1975 bis 1998 gehörte Parzynów zur Woiwodschaft Kalisz.